# Stinksyska
Stinksyska (Stachys sylvatica) är en art i familjen kransblommiga växter som förekommer från Europa till västra Kina. Arten förekommer i Sverige, men är sällsynt i norr. Bladen luktar kompostsopor, därav namnet.

### Webbkällor
- Svensk Kulturväxtdatabas
- Den virtuella floran
- Stinksyska i Carl Lindman, Bilder ur Nordens flora (andra upplagan, Wahlström och Widstrand, Stockholm 1917–1926)
- Wikimedia Commons har media som rör Stinksyska.